# 朱見潭
都昌懷順王朱見潭（1460年—1483年），明朝第二代都昌王，明仁宗曾孙，都昌惠靖王朱祁鑑庶二子，生母夫人马氏。

## 生平
朱见潭出生于天顺四年（1460年），为都昌惠靖王朱祁鑑庶二子，天顺八年六月二十四日（1464年7月28日）赐名見潭，后因为嫡兄朱见浤早逝而继承都昌王位，成化十三年（1477年），父亲朱祁鑑逝世，朱见潭则于三年后的成化十六年（1480年）获封第二代都昌王。成化十七年（1481年），明朝廷册封湖广蕲州卫指挥茆谦之女茆氏为都昌王妃。
荆王朱見潚因都昌王妃茆氏貌美而试图与其私通，但因朱见潭生母夫人马氏对茆氏管教甚严而未果，朱見潚遂抓捕马氏并加以虐待，并以土袋击毙朱见潭，最终将茆氏绑入王府。朱见潭死时年仅24岁，朝廷赐谥号怀顺。十三年后的弘治九年（1496年）嫡长子朱祐㮧袭封为都昌王，而王妃茆氏则因为与朱見潚私通于弘治五年（1492年）被削去封号及冠服。朱见潭与茆氏还育有一子朱祐，获封镇国将军，府邸在蕲州城西南隅。